# Alfonso Riguzzi
Alfonso Riguzzi (Pieve di Cento, 5 aprile 1861 – Palermo, 23 febbraio 1903) è stato un militare italiano.

## Biografia
Alfonso Riguzzi nacque il 5 aprile 1861 in una famiglia di possidenti di Pieve di Cento.
Fu destinato dal padre Francesco agli studi classici che abbandonò a diciotto anni per arruolarsi volontario nel Regio Esercito italiano in cui intraprese una rapida carriera svoltasi principalmente nell’ambito delle guerre in Africa del neo-colonialista Regno d’Italia.
È noto per aver partecipato all’assedio di Macallè e per aver pubblicato a Palermo nel 1901 un diario su quei fatti chiamato: I 45 giorni di Macallè.
Nel 1898 sposò Giuseppina Caleffi.
Morì il 23 febbraio 1903 per febbre infettiva a 41 anni d’età, a Palermo, dove era stato trasferito nel 1900.
Fu sepolto nel cimitero dei Rotoli a Palermo.
Il comune di Pieve di Cento nel 1904 gli dedicò un busto bronzeo, opera dello scultore pievese Giuseppe Zacchini (1872–1944) che si trova sulla facciata del Municipio
Arrigo Petacco nel suo libro Faccetta nera cita un curioso episodio relativo al Capitano medico (?) Alfonso Riguzzi

## Carriera
- Nel 1880 è nominato sergente
- Nel 1884 è nominato sottotenente
- Nel 1887 è nominato tenente
- Dal 1898 capitano dei Bersaglieri prima nell'11º reggimento e poi nel 9°

## Guerre d'Africa
Nel 1885 era già in Africa con il presidio di quella che diventerà la colonia di Massaua. Rimpatriato per ragioni di salute tornerà in Africa dal 1892 al 1897.
- Presa di Cassala
- Combattimento di Halai
- Battaglia di Coatit
- Battaglia Debra Ailà (Antalo)
- Combattimento di Senafè
- Battaglia di Adua[5]
- Assedio di Macallè

## Onorificenze
2 medaglie d’argento al valore militare
Cavaliere dell’Ordine militare di Savoia
Cavaliere dell’Ordine della Corona d'Italia